# 莫哈
莫哈（英語：Moha）是加拿大不列颠哥伦比亚省的一个村庄，坐落于布里奇河与亚拉科姆河的交汇处，距离利卢埃特30公里。名字“莫哈”出自亚拉科姆河北岸（右岸）可以俯瞰汇流处的一处岩石，意为“丰富的土地”，而当地的一处小型畜牧场与农场，位于岩石上方台地的莫哈农场也由此得名。

周边的农村居民区包括位于亚拉科姆河上方的土地，在布里奇河畔，介于布里奇河峡谷的米歇尔溪和安东尼溪之间。该地在利洛埃特地区又被称为“亚拉科姆”（与亚拉科姆河相对，意为亚拉科姆河的盆地地形，包括无人居住的莫哈/亚拉科姆上流地区）